# Echium gaditanum
Echium gaditanum är en strävbladig växtart som beskrevs av Pierre Edmond Boissier. Echium gaditanum ingår i släktet snokörter, och familjen strävbladiga växter. Inga underarter finns listade i Catalogue of Life.

## Bildgalleri

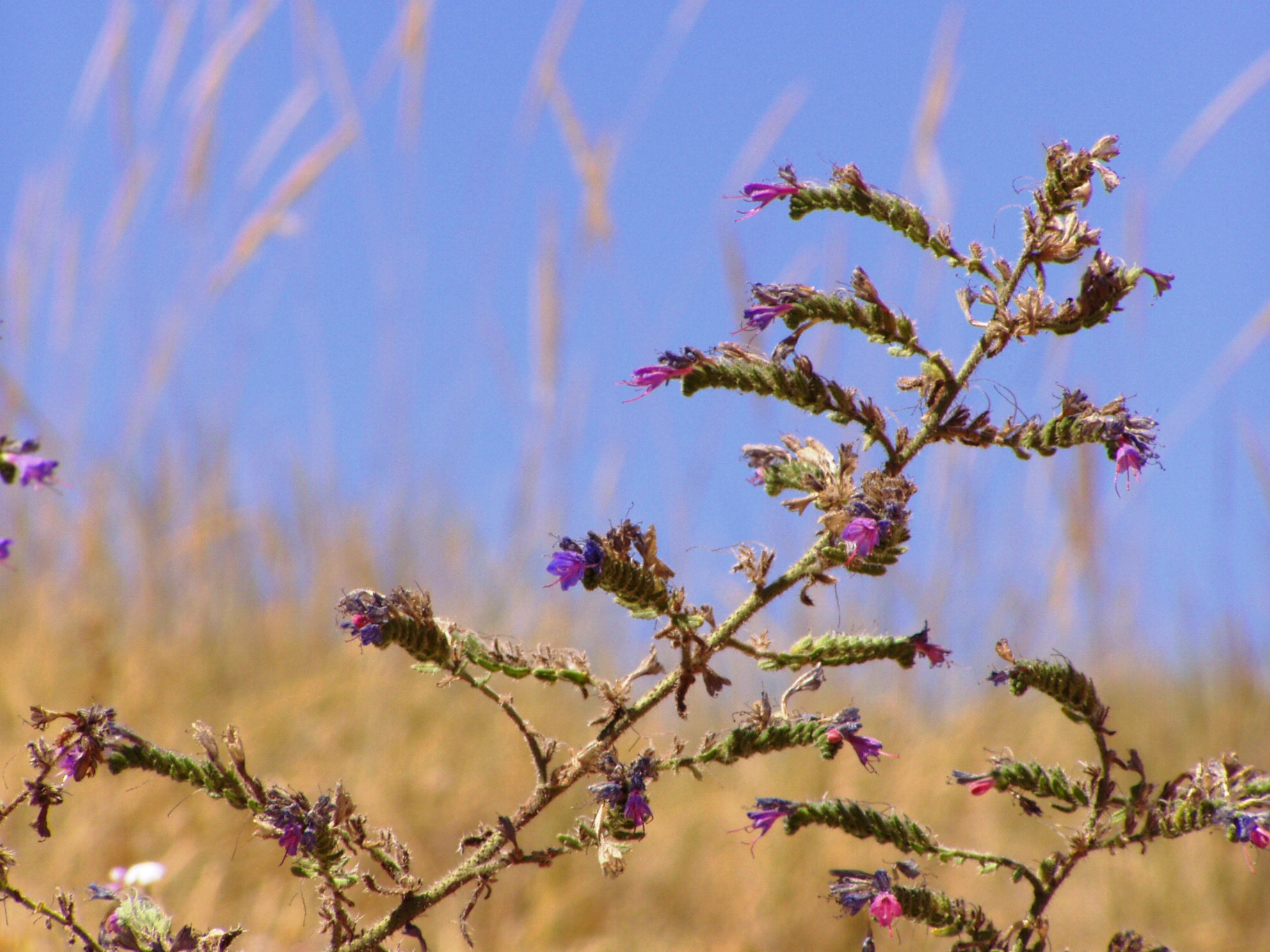